# Dây choại Hải Nam
Dây choại Hải Nam (tên khoa học Stenochlaena hainanensis) là một loài dương xỉ thuộc họ Blechnaceae. Đây là loài đặc hữu của Trung Quốc. Môi trường sống tự nhiên của chúng là rừng khô nhiệt đới hoặc cận nhiệt đới. Chúng hiện đang bị đe dọa mất môi trường sống.